# Плохинский, Назарий Борисович
Назарий Борисович Плохинский (1881—1918) — русский офицер, герой Первой мировой войны, участник Белого движения на Юге России.

## Биография
Из крестьян.
В 1906 году окончил Чугуевское пехотное юнкерское училище, откуда выпущен был подпоручиком в 126-й пехотный Рыльский полк. Произведен в поручики 10 октября 1910 года, в штабс-капитаны — 5 ноября 1914 года.
В Первую мировую войну вступил в рядах 126-го пехотного Рыльского полка. Пожалован Георгиевским оружием
За то, что 23 ноября 1914 года в бою у д. Лещина, командуя ротой, бросился с нею, увлекая своим примером и другие роты батальона, на наступавших германцев и, несмотря на понесенные его частью большие потери, выбил противника из окопов и занял их, причем был ранен и остался в строю до наступления темноты.
Удостоен ордена Святого Георгия 4-й степени
За то, что при атаке 28 сентября 1915 года сильно укрепленной позиции противника на высоте 382, юго-восточнее с. Лопаювки, бросился во главе командуемой им роты на проволочные заграждения противника, усиленные фугасами, и доблестным примером увлек соседние роты; преодолев эти препятствия под убийственным картечным, пулеметным и ружейным огнем противника, первым ворвался в редут на высоте 382 и после отчаянного штыкового боя захватил его; затем отразил ряд упорных контр-атак на редут и открыл губительный ружейный огонь во фланг противнику, чем дал возможность соседнему батальону закрепиться на занятой им позиции. В этом бою отрядом захвачено 2 орудия, 6 пулеметов и 500 пленных при 15-ти офицерах.
Произведен в капитаны 17 ноября 1915 года «за отличия в делах против неприятеля», в подполковники — 1 декабря 1916 года.
С началом Гражданской войны, в декабре 1917 года прибыл на Дон в Добровольческую армию, был зачислен в 1-й офицерский батальон и назначен командиром 1-й роты. Участвовал в 1-м Кубанском походе в должности командира 1-й роты Офицерского (Марковского) полка. К началу 2-го Кубанского похода летом 1918 года — командир 1-го батальона того же полка. Был тяжело ранен 16 июля 1918 в бою у станицы Кореновской. Скончался от ран и был похоронен на станции Тихорецкая. Его жена Пелагея Иосифовна — первопоходница, сестра милосердия 1-го Офицерского (Марковского) полка.

## Награды
- Орден Святого Станислава 3-й ст. (ВП 21.03.1913)
- Орден Святой Анны 4-й ст. с надписью «за храбрость» (ВП 28.12.1914)
- Георгиевское оружие (ВП 20.11.1915)
- Орден Святого Станислава 2-й ст. с мечами (ВП 15.12.1915)
- Орден Святого Георгия 4-й ст. (ВП 23.05.1916)